# Pokolj u Kraljevčanima 14. kolovoza 1991.
Pokolj u Kraljevčanima, selu nedaleko od Petrinje, je ratni zločin, počinjen 14. kolovoza 1991. Počinili su ga srpski teroristi nad Hrvatima iz sela Kraljevčana na Banovini.
Do dana današnjeg (stanje 11. srpnja 2010.) počinitelje se nije našlo niti sudski procesuiralo.

## Tijek događaja
14. kolovoza su srpski teroristi napali Kraljevčane. Ubili su pet starijih seljana, 3 starice i dvoje staraca, koji su ostali u selu. Rečeni seljani su ostali u selu radi čuvanja stoke i kuća.
Medicinskom forenzičarskom analizom je ustvrđeno da su starice ubijene iz automatskog oružja (puške) i granatama, a tijela dvoje staraca su raznesena ručnim bacačem raketa. 

## Vanjske poveznice
- Kraljevčani na fallingrain.com